# 第138回天皇賞
第138回天皇賞（だい138かいてんのうしょう）は、2008年（平成20年）11月2日に東京競馬場で行われた日本中央競馬会 (JRA)主催のGI競走である。

## 概要
- 競走施行概要については天皇賞（秋）を参照のこと。

2008年秋の天皇賞として、東京競馬場・芝2000メートルのコースで行われた。出走馬は17頭。5頭のGI競走優勝馬を含む全馬に重賞優勝経験があり、中でもウオッカ、ディープスカイ、ダイワスカーレットの「3強対決」が注目を集めた。レースは、従来のコースレコードおよびレースレコードを0.8秒更新する新記録・1分57秒2でウオッカが優勝。2着ダイワスカーレットとは2cmのハナ差という、GI競走史上2番目の僅差での決着となった。3着にはディープスカイが入り、前評判通りに「3強」が3着までを占める結果となった。

## 出走有力馬の状況
1番人気に推されたのは、前年に牝馬として64年振りの東京優駿（日本ダービー）制覇を果たし、この年も安田記念に優勝していたウオッカであった。前哨戦の毎日王冠では新馬戦以来の逃げ戦法を見せ、ゴール直前でスーパーホーネットに交わされて2着となっていたが、騎乗する武豊が「今まで乗ってきた中で一番状態が良い」と明言するなど、状態は上向きと見られていた。また、東京コースでは5戦2勝・2着2回、唯一連対（2着以内）を外したのは前年秋に出走したジャパンカップの4着で、それも優勝馬からは0.2秒差と安定した成績を保っていた。
ただ陣営はウオッカを前哨戦を使って万全の状態に仕上げ、さらに得意の府中であるということに対し、ダイワスカーレットは初めての府中に6ヶ月ぶりの実戦で非常に状態が悪く、さらに天皇賞・秋は逃げ馬が極めて不利なレースであり、1987年のニッポーテイオー以来20年もの間逃げ馬の優勝は無かった。そのためウオッカ陣営の角居調教師は『(何もかもが有利な状態の)これで勝てなかったらもう一生ダイワには勝てない』と緊張感を高まらせていた。
続く2番人気にはウオッカと同じく牝馬のダイワスカーレットが推された。本馬は前年に牝馬限定のGI級競走で3勝を挙げ、ここまでウオッカとの対戦成績を3勝1敗としていた。さらに前年末のグランプリ・有馬記念では2着、当年春に出走した大阪杯では、GI競走4勝のメイショウサムソン、菊花賞優勝馬アサクサキングス、この二走後に宝塚記念に優勝するエイシンデピュティらを退けて優勝するなど、第一線の牡馬とも互角以上の能力を見せていた。しかし右前脚骨瘤で5ヶ月間を休養に費やしており、天皇賞は大阪杯以来7ヶ月振りのレースであった。このため、競走の1ヶ月半前から主戦騎手の安藤勝己が騎乗して急ピッチの調整が行われ、放牧からの帰厩時には540kg前後の馬体重であったが、競走当日には大阪杯と同じ498kgでの臨戦となった。
3番人気のディープスカイは3歳馬であり、春に2004年のキングカメハメハ以来となるNHKマイルカップ、東京優駿の「変則二冠」を制していた。本馬は前走で菊花賞トライアルの神戸新聞杯を制していたが、距離やコース適性などを考慮の末に3歳クラシック最終戦の菊花賞を回避、古馬相手となるこちらに出走した。当年のダービー馬が天皇賞に出走するのは、前身の帝室御賞典にヒサトモが出走して以来71年ぶり。戦後では初めての出来事であった。
単勝オッズ一桁台はこの3頭のみであり、重賞2連勝中のドリームジャーニーが14.6倍と、4番人気以下は大きく引き離されていた。なお、最終登録の時点ではメイショウサムソンも登録馬に名を連ねており、同馬が出走すればウオッカ、ディープスカイと共に、日本競馬史上初めて3世代のダービー馬が顔を合わせるはずであったが、競走4日前に調整不足を理由に回避した。

## 出走馬と枠順

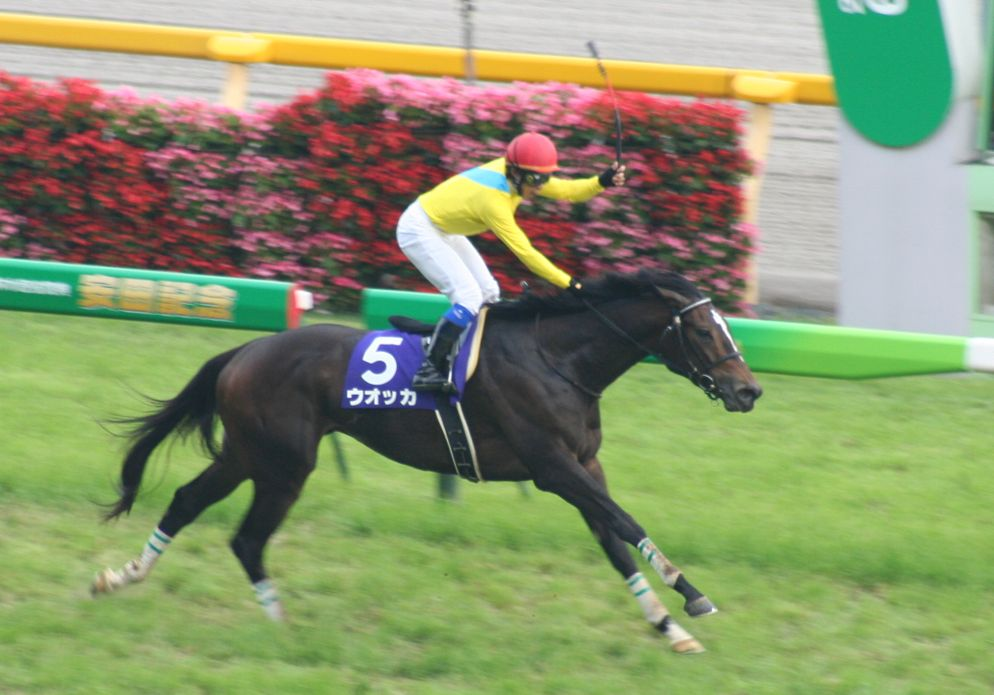
ウオッカ
安田記念優勝時

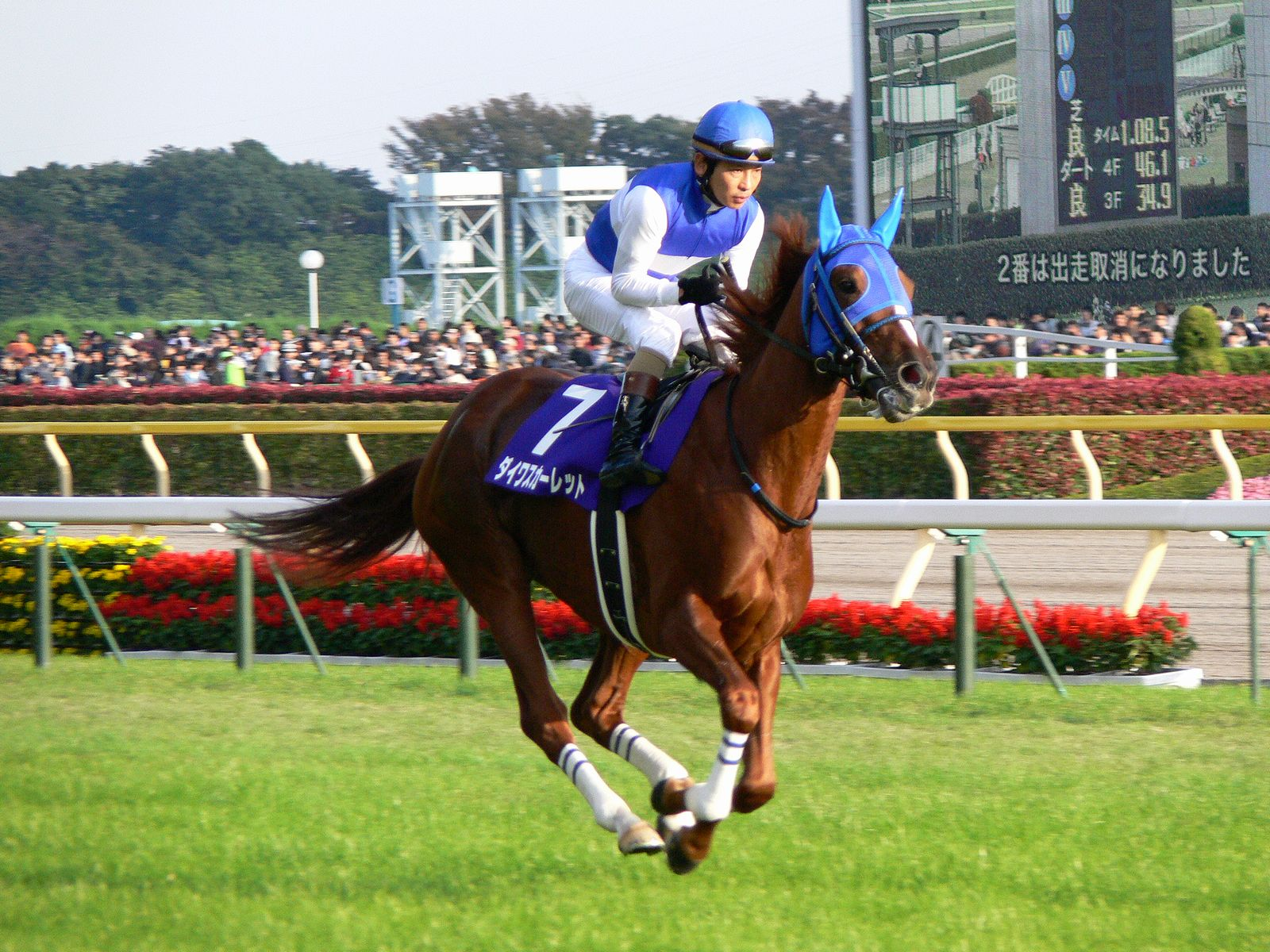
ダイワスカーレット
天皇賞当日

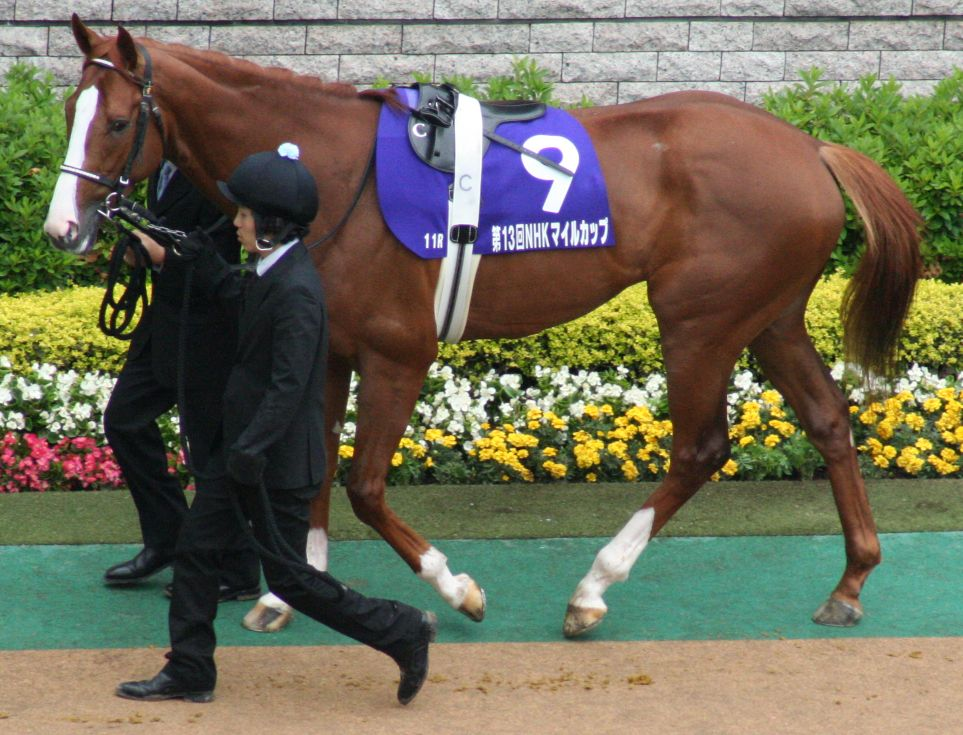
ディープスカイ
NHKマイルカップ出走時

東京競馬場・芝 2000メートル (m)
天候・晴れ 馬場状態・良
| 枠番 | 馬番 | 競走馬名           | 性齢 | 騎手       | 斤量 | オッズ        | 調教師     |
| ---- | ---- | ------------------ | ---- | ---------- | ---- | ------------- | ---------- |
| 1    | 1    | アサクサキングス   | 牡4  | 藤岡佑介   | 58   | 21.2（6人）   | 大久保龍志 |
| 1    | 2    | ディープスカイ     | 牡3  | 四位洋文   | 56   | 4.1（3人）    | 昆貢       |
| 2    | 3    | エアシェイディ     | 牡7  | 後藤浩輝   | 58   | 33.6（8人）   | 伊藤正徳   |
| 2    | 4    | アドマイヤモナーク | 牡7  | 岩田康誠   | 58   | 69.4（13人）  | 松田博資   |
| 3    | 5    | サクラメガワンダー | 牡5  | 福永祐一   | 58   | 32.1（7人）   | 友道康夫   |
| 3    | 6    | エリモハリアー     | 騸8  | 吉田豊     | 58   | 201.8（17人） | 田所秀孝   |
| 4    | 7    | ダイワスカーレット | 牝4  | 安藤勝己   | 56   | 3.6（2人）    | 松田国英   |
| 4    | 8    | ポップロック       | 牡7  | 内田博幸   | 58   | 40.1（9人）   | 角居勝彦   |
| 5    | 9    | アドマイヤフジ     | 牡6  | 川田将雅   | 58   | 57.9（12人）  | 橋田満     |
| 5    | 10   | キングストレイル   | 牡6  | 北村宏司   | 58   | 109.2（16人） | 藤沢和雄   |
| 6    | 11   | ハイアーゲーム     | 牡7  | 柴田善臣   | 58   | 84.4（15人）  | 大久保洋吉 |
| 6    | 12   | タスカータソルテ   | 牡4  | C.ルメール | 58   | 20.6（5人）   | 藤原英昭   |
| 7    | 13   | オースミグラスワン | 牡6  | 蛯名正義   | 58   | 43.1（10人）  | 荒川義之   |
| 7    | 14   | ウオッカ           | 牝4  | 武豊       | 56   | 2.7（1人）    | 角居勝彦   |
| 8    | 15   | トーセンキャプテン | 牡4  | O.ペリエ   | 58   | 71.5 （14人） | 角居勝彦   |
| 8    | 16   | カンパニー         | 牡7  | 横山典弘   | 58   | 52.8（11人）  | 音無秀孝   |
| 8    | 17   | ドリームジャーニー | 牡4  | 池添謙一   | 58   | 14.6（4人）   | 池江泰寿   |

## レース展開

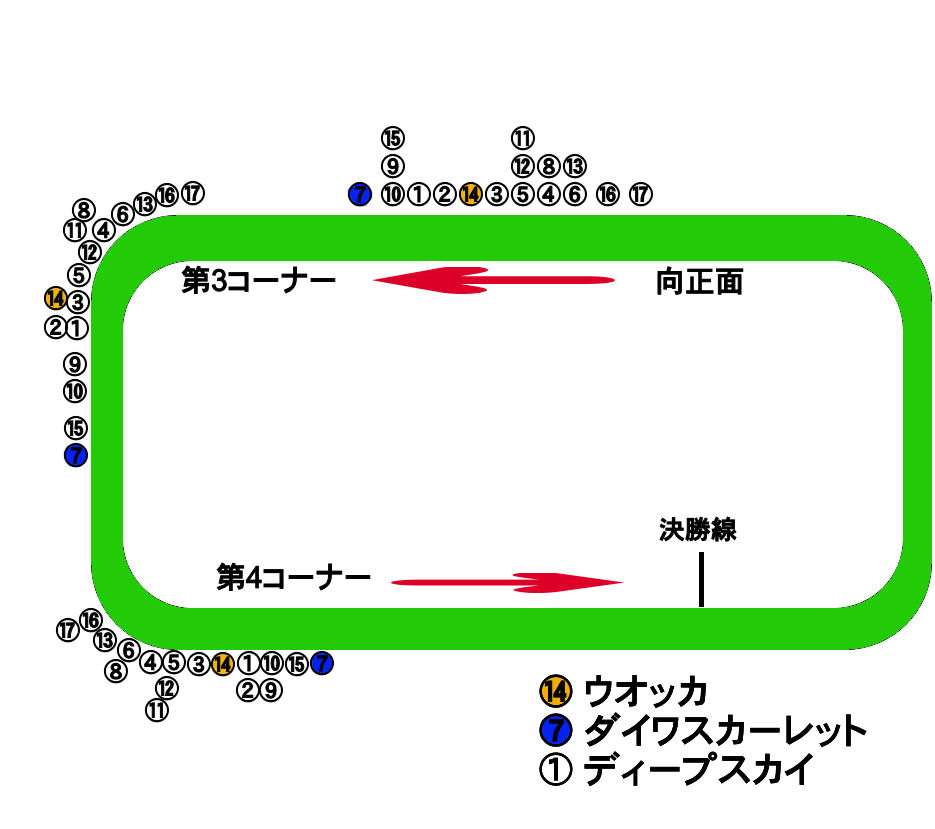
展開図

- コースの形態については、競馬場#馬場の呼称を参照のこと。

スタートが切られると、戦前からレースを先導すると予想されたダイワスカーレットが先頭に立ち、そのまま他馬を引き離していった。ディープスカイが6番手、1番人気のウオッカは直後の7番手に付けた。向正面前半からトーセンキャプテンがダイワスカーレットに接近して行き、両馬が競り合った前半の1000m通過は58秒7と比較的速いペースとなった。
第3コーナーから第4コーナーにかけてウオッカ、次いでディープスカイが先行勢を捉えに動き、ダイワスカーレット先頭で最後の直線に入った。逃げ粘るダイワスカーレットを外側からディープスカイ、さらに大外からウオッカが交わしにかかり、残り200m付近でウオッカとダイワスカーレットが並ぶ。スカーレットは一旦後退しかけたが、しかしここから再び伸びを見せてウオッカの前に出、これに再び並び掛けたウオッカとダイワスカーレットの馬体が、内外で完全に重なった位置でゴールとなった。続いてディープスカイと、後方から追い込んだカンパニーがほぼ同時に入線、わずかに遅れてエアシェイディが入着した。
上位入線馬のうち、1着と2着および3着と4着が写真判定となった。1着馬の走破タイム1分57秒2は、1999年にスペシャルウィークが記録したレースレコード、および2003年にシンボリクリスエスが記録したコースレコードをそれぞれ0.8秒更新する新記録となり、9着のキングストレイルまでが従来のレコードを更新、10着、11着馬が従来のレコードタイという非常に速いタイムでの決着となった。

## 入線後
入線後、ウオッカ騎乗の武豊、ダイワスカーレット騎乗の安藤勝己は共にウイニングランを行わず、直ちに検量室前の着順指定エリアに戻っていった。着差は目測で判断できない僅差であり、この時点で検量室内にあるホワイトボードによる手書きの着順掲示板には、馬番の小さい順に暫定的に7番、14番の順に書かれていた。しかし関係者はこれをダイワスカーレット優勢と受け取り、スカーレット関係者は戻ってきた安藤に1着の枠場に入るよう促した。これを見た安藤は「負けてないですか」と問いながら1着枠に入り、生産者の吉田照哉らと握手を交わしながら下馬した。続いて戻ってきたウオッカは2着馬の枠場に入り、武は硬い表情で直ちに下馬し、鞍を外して検量室へと向かった。

### 判定中の様子
場内および中継のテレビ画面に映し出されていた入線時のスローリプレイでは、両馬の勝負はほとんど見当が付かない状態であり、着順の判断は完全に写真判定の結果に委ねられた。判定は長時間に及び、この最中、後に続く最終第12競走の発走時刻繰り下げが発表された。また、テレビ中継を行っていたNHKも放送時間を5分延長した。時間が経つにつれ、場内では「同着になるのでは」という声が上がり始め、ファンのみならず、検量室外で両陣営の様子を見守る競馬関係者からも「もう同着で良いのではないか」という声が聞かれた。判定を待つ間、馬装を解かれたウオッカとダイワスカーレットは、着順指定エリア内で前後に並ぶ形をとり、一緒にクールダウンを行っていた。
着順判定に使用される写真は通常1枚のみであるが、今回は非常に微差であったため、それぞれ別角度から撮影された3枚のスリット写真で検証された。判定に時間を要したのは、第2、第3の写真の現像に時間が掛かったためであった。そしてレース終了から13分後の15時56分、場内の着順掲示板に「14」、「7」の順に馬番が表示され、ウオッカ優勝、ダイワスカーレットがハナ差の2着で結果が確定した。
牝馬による天皇賞1・2着は、1958年のセルローズ - ミスオンワード以来、50年振りの出来事だった。その着差は数字にして2 cm、GI競走史上2番目（当時）の僅差であった。ゴール前後の様子を捉えた連続写真のうち、ウオッカの鼻先が前に出ていたのはゴールの瞬間のみだった。

### 確定後の様子
確定の瞬間、武は大きく手を叩いて両手でガッツポーズを見せ、ウオッカ管理調教師の角居勝彦と握手を交わした。一方、半ば勝利を確信していたダイワスカーレット陣営は呆然とした様子になり、関係者の輪の中からは「うそ、どうして」という声も上がった。
馬場で行われた表彰式では、ウオッカより先に、武、角居、馬主の谷水雄三が姿を現し、ウオッカの準備を待つ間、武が音頭を取ってスタンドのファンと共に万歳三唱が行われた。勝利騎手インタビューにおいて、武は「（検量室内の）ホワイトボードに劣勢の形で出ていたこともあり、生きた心地がしませんでした。ずっと祈っていました」と述べた。表彰式のプレゼンターは、当年のJRAイメージCM「CLUB KEIBA」の出演者である女優の蒼井優が務めた。

## 競走結果
| 着順 | 枠番 | 馬番 | 競走馬名           | タイム  | 着差      | 上がり3ハロン |
| ---- | ---- | ---- | ------------------ | ------- | --------- | ------------- |
| 1    | 7    | 14   | ウオッカ           | R1:57.2 |           | 34.4          |
| 2    | 4    | 7    | ダイワスカーレット | 1:57.2  | ハナ      | 35.2          |
| 3    | 1    | 2    | ディープスカイ     | 1:57.2  | クビ      | 34.5          |
| 4    | 8    | 16   | カンパニー         | 1.57.2  | ハナ      | 33.5          |
| 5    | 2    | 3    | エアシェイディ     | 1:57.3  | クビ      | 34.4          |
| 6    | 3    | 5    | サクラメガワンダー | 1:57.5  | 1馬身     | 34.5          |
| 7    | 7    | 13   | オースミグラスワン | 1:57.5  | アタマ    | 34.0          |
| 8    | 1    | 1    | アサクサキングス   | 1:57.7  | 1 1/2馬身 | 35.0          |
| 9    | 5    | 10   | キングストレイル   | 1:57.7  | ハナ      | 35.3          |
| 10   | 8    | 17   | ドリームジャーニー | 1:58.0  | 1 3/4馬身 | 34.2          |
| 11   | 5    | 9    | アドマイヤフジ     | 1:58.0  | ハナ      | 35.6          |
| 12   | 2    | 4    | アドマイヤモナーク | 1:58.2  | 1 1/2馬身 | 35.0          |
| 13   | 3    | 6    | エリモハリアー     | 1:58.3  | クビ      | 34.9          |
| 14   | 4    | 8    | ポップロック       | 1:58.3  | クビ      | 35.0          |
| 15   | 6    | 11   | ハイアーゲーム     | 1:58.4  | 3/4馬身   | 35.3          |
| 16   | 8    | 15   | トーセンキャプテン | 1:58.6  | 1馬身     | 36.4          |
| 17   | 6    | 12   | タスカータソルテ   | 1.58.8  | 1馬身     | 35.7          |

### データ
| 1000m通過タイム   | 58.7秒（ダイワスカーレット） |
| 上がり4ハロン     | 46.9秒                       |
| 上がり3ハロン     | 35.2秒                       |
| 最速上がり3ハロン | 33.5秒（カンパニー）         |

#### ラップタイム
| 距離（m）    | 200  | 400  | 600  | 800  | 1000 | 1200   | 1400   | 1600   | 1800   | 2000   |
| ラップタイム | 12.6 | 11.1 | 11.5 | 11.9 | 11.6 | 11.6   | 11.7   | 11.3   | 11.3   | 12.6   |
| 通過タイム   | 12.6 | 23.7 | 35.2 | 47.1 | 58.7 | 1:10.3 | 1:22.0 | 1:33.3 | 1:44.6 | 1:57.2 |

### 払戻
| 単勝   | 14     | 270円（1人）  |
| 複勝   | 14     | 120円（1人）  |
| 複勝   | 7      | 130円（2人）  |
| 複勝   | 2      | 150円（3人）  |
| 枠連   | 4-7    | 520円（1人）  |
| 馬連   | 7-14   | 550円（1人）  |
| 馬単   | 14-7   | 1050円（1人） |
| 3連複  | 2-7-14 | 710円（1人）  |
| 3連単  | 14-7-2 | 3250円（1人） |
| ワイド | 7-14   | 220円（1人）  |
| ワイド | 2-14   | 280円（2人）  |
| ワイド | 2-7    | 360円（3人）  |

- 当日の入場者数は前年から21.9%増の12万1961人、競走売上げは同7.2%増の237億5603万2600円となり、入場者においては1999年以来の増加に転じた。

## 展開要諦
ハイペースで推移しながら、通常はペースが速いほど有利となる後方待機策から上位に入着したのは、カンパニーのみだった。これは上位3頭の実力が抜けていたことに加え、後方を追走するだけでスタミナを浪費するほど速いペースであったことの証左である。スポーツ報知は「驚異的猛ラップ」との見出しで、シンボリクリスエスが優勝した2003年秋の天皇賞との1ハロン（200m）ごとのラップタイム比較を行っている。
なお、第3コーナー手前からダイワスカーレットに競り掛けたトーセンキャプテンが、ウオッカと同じ角居厩舎所属馬であったため、同馬がダイワスカーレットを消耗させるための「ラビット」だったのではないかという憶測があり、ダイワスカーレットを管理する松田国英が、オリビエ・ペリエの騎乗に疑問を呈するコメントを出している。一方で松田は、結果的に両馬の競り合いでペースが速くなったからこそ、接戦が演出されたという意見も述べている。

## 競走の評価

### 計量的評価
上位入着馬4頭のレーティングを総合して算出される重賞・特別競走レーティングでは、118.5という値となり、2008年度施行のGI級競走ではジャパンカップ（119.75）に次ぐ評価となった。天皇賞の評価としては、競走レーティングが日本中央競馬会のホームページ上で公開されるようになった2001年以降の最高評価となっている。

### 競馬関係者の評価
出走馬の各陣営からは、競走レベルの高さを賞賛する声が相次いで寄せられ、その中で上位入着3頭の実力を称える声、さらに池添謙一のように、この競走に当事者として参加したこと自体への喜びを口にする者もいた。
騎手時代の1980年秋にプリテイキャストで第82回天皇賞を制した柴田政人は、「天皇賞史上最高のレースを見せてもらって、とても感動している」、調教師時代の1997年秋にエアグルーヴで第116回天皇賞を制している伊藤雄二は「牝馬2頭が歴史に残る名勝負を見せてくれました。しびれました」と賞賛した。

### ファンの評価
日本中央競馬会の広報誌『優駿』が行った読者投票において、本競走が328ポイントを獲得して2008年度の「レース・オブ・ザ・イヤー」に選ばれた。2位の有馬記念（47ポイント）とは281ポイントの差があり、2位-10位の合算値よりも194ポイント上回る大差での選出となった。。

### 「3強」への評価

#### ウオッカ
優勝したウオッカには賞賛の声が相次いで寄せられた。伊藤雄二は「この馬のレースでいつも思うのは、勝つ時は本当に強い競馬をするということ。今日の競馬は完璧でした」と評した。武は「ゴールまで数十メートルの所は非常に苦しかったのですが、あそこで踏ん張ってくれたのが、やっぱりウオッカだと思います。タフなレースでした」と回顧し、「間違いなく歴史的な名牝です。いや、牝馬という枠を越えた名馬ですね」と称えた。レーティングでは出走馬中の実質最高評価となる118ポンドを与えられている。

#### ダイワスカーレット
休養明けながらこの接戦に持ち込んだダイワスカーレットは、競走内容においてはウオッカ以上の評価を得た。安藤勝己は敗因について、「休み明けの分、テンションが高くなって力んでいた」と回顧しながら、「並ばれた時は3着もないかと思った。そこから伸びるんだから、本当に大した馬だよ」と称え、「名勝負と言われるけど、俺からしたら一番酷い競馬、普通の馬なら我慢出来るような競馬じゃなかったし、それを思うとウオッカより相当上だなと感じました」と述べている。
ウオッカ陣営からも賞賛の声が寄せられ、馬主の谷水雄三は「それにしてもダイワの二の足は凄かったね。強い馬だ」と賞賛、調教助手の清山宏明は、「スカーレットが（前哨戦を）1度使っていたらかなわなかったんじゃないかと思います」と述べた。
スポーツニッポン記者の浜田公人は、前半1000 mを58秒7という速目のラップを刻みながら、後半ではそれを凌ぐ58秒5というラップでまとめた点を「驚異的なスピードの持続力」と述べ、「勝ち馬以上に凄かったスカーレット」と総評した。また競馬評論家の井崎脩五郎は、残り50 mの差し返しを「奇跡のような脚」と評し、「歴史的名馬の証、今回の天皇賞を忘れ難きものにした真因であるように思える」と述べている。
レーティングではそれまでの評価値115ポンドを上回る117ポンドを与えられ、出走馬中実質2位の評価を得た。

#### ディープスカイ
春シーズンの段階から2008年クラシック世代は「世代自体のレベルが低い」と見られ、その評価を払拭する好走となった。管理調教師の昆は「この世代は弱いと言われていたが、違うということを証明できた。現役最強馬とこれだけの競馬ができたのだから」と感想を述べた。柴田政人は「さすがダービー馬という走りをした。3歳馬が古馬を相手に接戦に持ち込むには相当な能力がなければできない芸当で、よくぞ最強牝馬に食らいついたという感じだ」と称えている。しかし、3歳時からライバルと目され続けてきた牝馬2頭の接戦に、本馬の印象は相対的に薄くなったとする意見もある。
レーティングでは単純な数字の上では最高評価（実質3位）となる120ポンドを与えられ、日本ダービー優勝時の117ポンドを上回った。

## 記録
- 優勝タイム1分57秒2はレースレコード・コースレコードをそれぞれ0.8秒更新する新記録。
- 日本ダービー優勝牝馬が天皇賞も制したのは、1938年に天皇賞の前身・帝室御賞典（秋）を制したヒサトモ以来、70年振り2頭目。
- 牝馬による牡馬混合GI級競走3勝は、日本におけるグレード制発足以後最多記録。
- 騎手の武豊は、保田隆芳が保持した天皇賞10勝を抜き、史上単独1位となる11勝目。（JRA通算3161勝目）
  - 牝馬に騎乗して天皇賞(秋)を複数回制したのは2024年現在唯一[23]
- 優勝調教師の角居勝彦は天皇賞初制覇。
- 馬主の谷水雄三及び生産者のカントリー牧場は、1973年のタニノチカラ以来天皇賞2勝目。

## テレビ・ラジオ中継
本レースのテレビ・ラジオ放送の実況担当者
- 日本放送協会 (NHK)[24]
  - 実況：三浦拓実
    - ターフビジョンで、ゴールの瞬間が流されるたびに終始うなっていた。
    - そして「ファンの皆さんは全くその場から動こうとしません。これも異例のことです」と写真判定の結果を見守るファンの姿を伝えた。

  - 解説：上原博之（調教師）
  - 番組司会：刈屋富士雄（株式会社NHK情報ネットワーク出向）
- ラジオNIKKEI
  - 実況：小林雅巳
    - ゴール後「さあ、手を挙げるのは誰か!」と実況。さらにスローリプレイでゴールの瞬間が映し出された時には「さあ、皆さんはどちらだと思いますか?」と観客に委ねる実況を行った。
    - なお、小林はGI競走史上最小着差のレースとなった1996年のスプリンターズステークスの実況も担当していた。
- フジテレビ[25]
  - 実況：青嶋達也
    - 「600m標識、まだまだ長いぞ。初めての府中です、久々です、ここからです」「最内ダイワスカーレット少し苦しくなった」ところへ、「ウオッカ！ ウオッカ！  ウオッカ！ ディープスカイ、ディープスカイ、ウオッカ！」と一気にヒートアップ。「内からもう一度ダイワスカーレットが差し返すぅ！」とダイワスカーレットの差し返しに言及したところで「大接戦のゴール！」が「大接戦ドゴーーン！」に聞こえてしまうくらいの大絶叫。ゴール入線直後に「ウォッカか？ダイワスカーレットか？真ん中ディープスカイ少々不利か？1分57秒2はレコードの赤い文字です」と興奮した様子で実況した。[26]
    - レース後は「すごい! すごい!」と絶句し、「もう、喉カラッカラッです」とレースを振り返っていた。

  - 解説：井崎脩五郎（競馬評論家）、岡部幸雄（元JRA騎手）
  - パドック実況：吉田伸男
  - パドック解説：細江純子（元JRA騎手、競馬評論家）
  - ゲート前レポーター：長谷川豊

## その他エピソード
- JRAの2014年のGIプロモーションCM「The GI story」天皇賞（秋）編で当レースが取り上げられた。

## 競走後略記
ウオッカとディープスカイはこの次走ジャパンカップに進み、それぞれスクリーンヒーローの3、2着となって2008年シーズンを終えた。ダイワスカーレットは両馬が回避した年末のグランプリ有馬記念に進み、トウメイ以来37年振りの牝馬優勝を果たした。この年の年度表彰では、ウオッカが年度代表馬、ディープスカイが最優秀3歳牡馬を受賞。ダイワスカーレットにも特別賞の授与が検討されたが、授賞は見送られた。翌2009年2月にダイワスカーレットは屈腱炎を発症し、他の2頭に先んじて競走生活から退いた。ウオッカは2009年に牝馬最多となるG1級競走7勝目をマーク、牝馬初の生涯獲得賞金10億円突破を果たした。しかし、連覇を狙った第140回天皇賞では3着に敗れている。優勝はこの年4着に追い込んでいたカンパニーであった。一方、ディープスカイはその後好走はするも勝ちきれないレースが続き、2009年の宝塚記念3着の後屈腱炎を発症して現役を引退、急逝した父アグネスタキオンの後継種牡馬となった。